# Владари Астурије
Списак владара Астурије обухвата изабране или наследне владаре области Астурије од битке код Ковадонге и ослобођења од Мавара, до настанка Краљевине Леон, као наследнице.
- Дон Пелајо 718—737
- Фавила или Фафила 737—739.
- Алфонсо I Католички 739—757 — Први владар који се проглашава краљем Астурије
- Фруела I 757—768.
- Аурелио 768—774.
- Сило 774—783.
- Маурегат 783—789.
- Бермудо I Ђакон 789—791.
- Алфонсо II Честити 791—842.
- Рамиро I 842—850 — До овог краља, владари су се бирали, од тог момента круна се наслеђује.
- Ордоњо I 850—866.
- Алфонсо III Велики 866—910.
- Фруела II од Астурије 910—925 — Такође је био краљ Леона између 924. и 925.